# Francesco di Paola Villadicani
Francesco di Paola Villadicani (Messina, 22 febbraio 1780 – Messina, 13 giugno 1861) è stato un cardinale e arcivescovo cattolico italiano.

## Biografia
Nacque a Messina il 22 febbraio 1780.
Nel 1820 fu eletto alla sede vescovile titolare di Ortosia di Caria.
Nel 1823 fu promosso arcivescovo metropolita di Messina.
Papa Gregorio XVI lo elevò al rango di cardinale nel concistoro del 27 gennaio 1843.
Nel 1857 gli fu nominato un amministratore apostolico sede plena nella persona del teatino Giuseppe Maria Papardo del Parco, vescovo titolare di Sinope.
Morì a Messina il 13 giugno 1861 all'età di 81 anni. Venne tumulato all'interno del Duomo di Messina dove è ancora visibile il suo sepolcro.

## Genealogia episcopale e successione apostolica
La genealogia episcopale è:
- Cardinale Scipione Rebiba
- Cardinale Giulio Antonio Santori
- Cardinale Girolamo Bernerio, O.P.
- Arcivescovo Galeazzo Sanvitale
- Cardinale Ludovico Ludovisi
- Cardinale Luigi Caetani
- Cardinale Ulderico Carpegna
- Cardinale Paluzzo Paluzzi Altieri degli Albertoni
- Papa Benedetto XIII
- Papa Benedetto XIV
- Papa Clemente XIII
- Cardinale Enrico Benedetto Stuart
- Cardinale Andrea Corsini
- Arcivescovo Gaetano Maria Garrasi, O.S.A.
- Vescovo Silvestro Todaro, O.F.M.Conv.
- Cardinale Francesco di Paola Villadicani

La successione apostolica è:
- Vescovo Giovanni Maria Bisignani (1824)
- Vescovo Giovanni Portelli (1831)
- Vescovo Giovanni Maria Visconte Proto, O.S.B. (1839)